# Romney Marsh

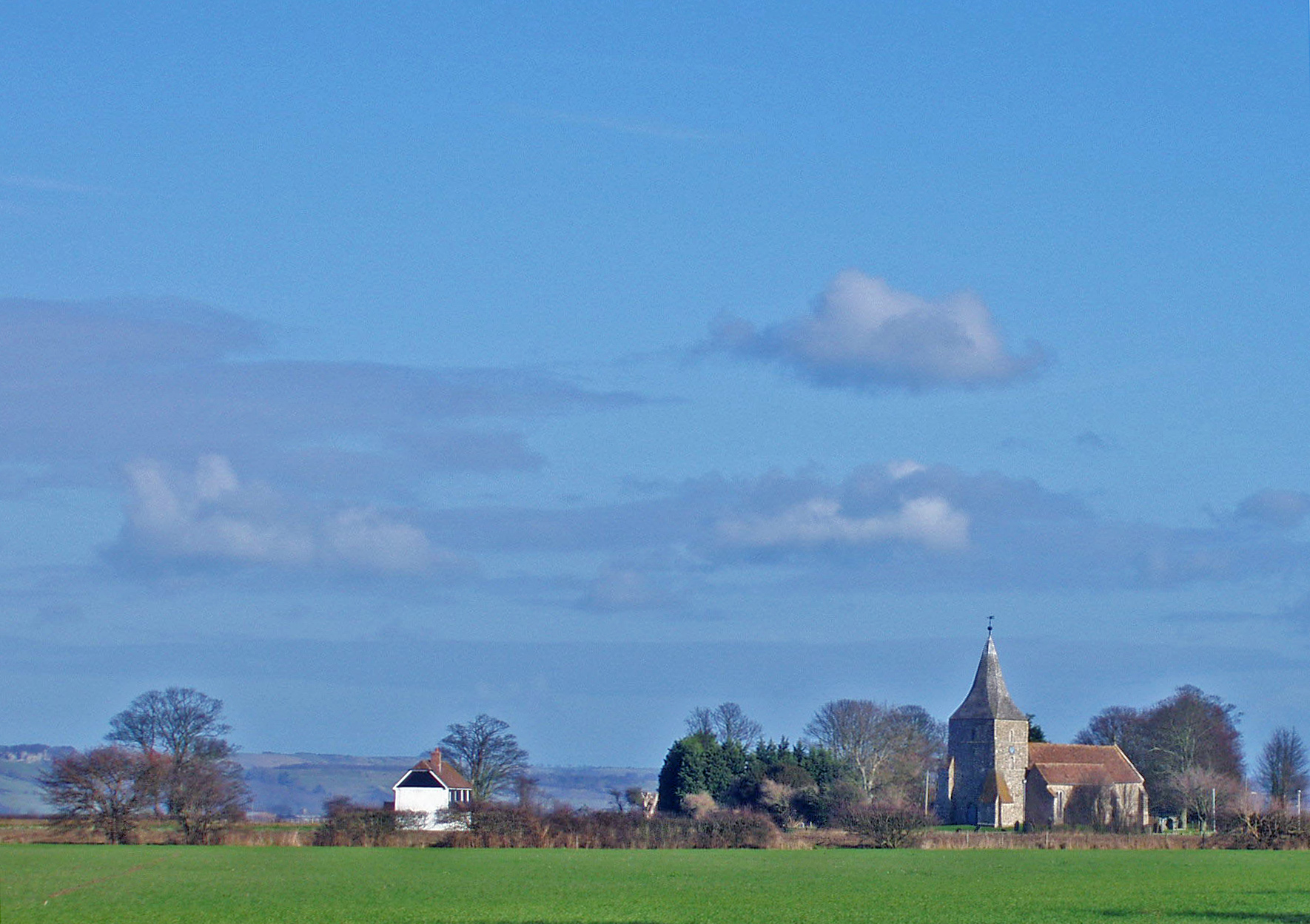
St Mary em Romney Marsh, Kent.

Romney Marsh é uma zona úmida de baixa densidade populacional nos condados de Kent e East Sussex, no sul-leste da Inglaterra. A região abrange cerca de 260 quilômetros quadrados.